# Luxembourg-Cents
Luxembourg-Cents – stadion piłkarski położony w południowym Luksemburgu, w mieście Luksemburg, w dzielnicy Cents.  Aktualna siedziba klubu RM Hamm Benfica. Stadion ma pojemność 2 800 osób.